# Zutatenliste

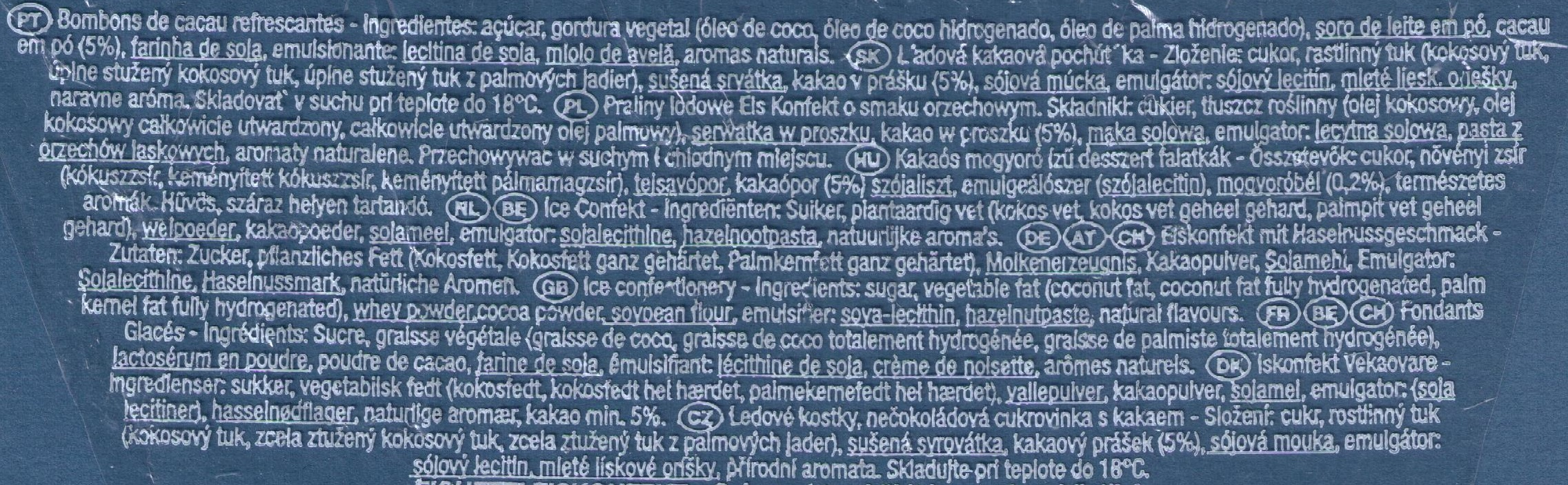
Zutatenliste eines in Deutschland verkauften Eiskonfekt-Produkts in verschiedenen Sprachen

Die Zutatenliste ist nicht zu verwechseln mit der seit Dezember 2016 verbindlichen Nährwertkennzeichnung.
Die Lebensmittel-Informationsverordnung schreibt in Artikel 9 und 18 für fast alle Fertigpackungen eine Zutatenliste (offizieller Begriff: Zutatenverzeichnis) vor. Die Pflicht zur Angabe einer Zutatenliste besteht im deutschen Lebensmittelrecht seit dem 26. Dezember 1983.
Eine Zutatenliste ist eine Aufzählung der Stoffe, die einem Lebensmittel zu dessen Herstellung zugegeben wurden.
Sie führt die Zutaten in absteigender Reihenfolge ihrer Zugabemenge (bezogen auf den Gewichtsanteil) auf. Bei Zutaten, die bei der Bezeichnung des Produktes hervorgehoben werden (z. B. „mit Hühnerfleisch“), steht bei der jeweiligen Zutat zusätzlich der Anteil in Gewichtsprozent an der Gesamtmasse (siehe auch Quid-Regel). Beigaben wie Rieselhilfen, lebensmitteltechnische Hilfsmittel (Stabilisatoren) wie Schaumverhüter brauchen nicht aufgeführt werden, wenn sie Zutaten einer Teilzutat sind.
Zusatzstoffe in Lebensmitteln (wie z. B. Farbstoffe, Konservierungsmittel, Emulgatoren usw.) können auch durch ihre Kürzel, die sogenannten E-Nummern, aufgelistet werden.
Für Gewürzmischungen und Kräutermischungen gibt es Sonderregeln: Unter einem Anteil von zwei Prozent brauchen Zutaten nicht angegeben werden. Dies gilt allerdings nicht für allergieauslösende Stoffe wie beispielsweise Nüsse. Selbst wenn diese nur in Spuren vorhanden sein könnten, muss dafür ein Hinweis am Produkt angebracht werden.
Enthält die Packung nur einen Stoff (z. B. Zucker), so ist die Zutatenliste entbehrlich, denn die Verkehrsbezeichnung des Lebensmittels benennt ja den enthaltenen Stoff.
Jede Zutat, die in der Zutatenliste genannt ist, muss in der Packung nachweisbar sein.